# 이예빈 (배우)
이예빈(1988년 9월 30일 ~ )은 대한민국의 배우이다.

## 학력
- 철원초등학교
- 철원여자중학교
- 철원여자고등학교
- 상명대학교 연극학과 학사

## 드라마
- 2016년 MBC 수목드라마 《역도요정 김복주》 ... 예빈 역
- 2017년 SBS 아침연속극 《해피시스터즈》 ... 이병숙 역

## 영화
- 2016년 《일사각오》

## 연극
- 2009년 《엠빠르 리베라》
- 2012년 ~ 2013년 《죽여주는 이야기》

## 뮤지컬
- 2009년 《아버지 월급 콩알만 하네》
- 2013년 《넌센스 2》 ... 주연
- 2013년 《날개 없는 천사들》 ... 주연
- 2014년 《노래하는 천사들》
- 2014년 《아름다운 세상을 꿈꾸며》 ... 주연
- 2016년 《배우수업》
- 2017년 《꿈빛 도서관》
- 2020년 《정글라이프》

## 수상
- 2008년 강남구 댄스페스티벌 입상